# Patronenpapier

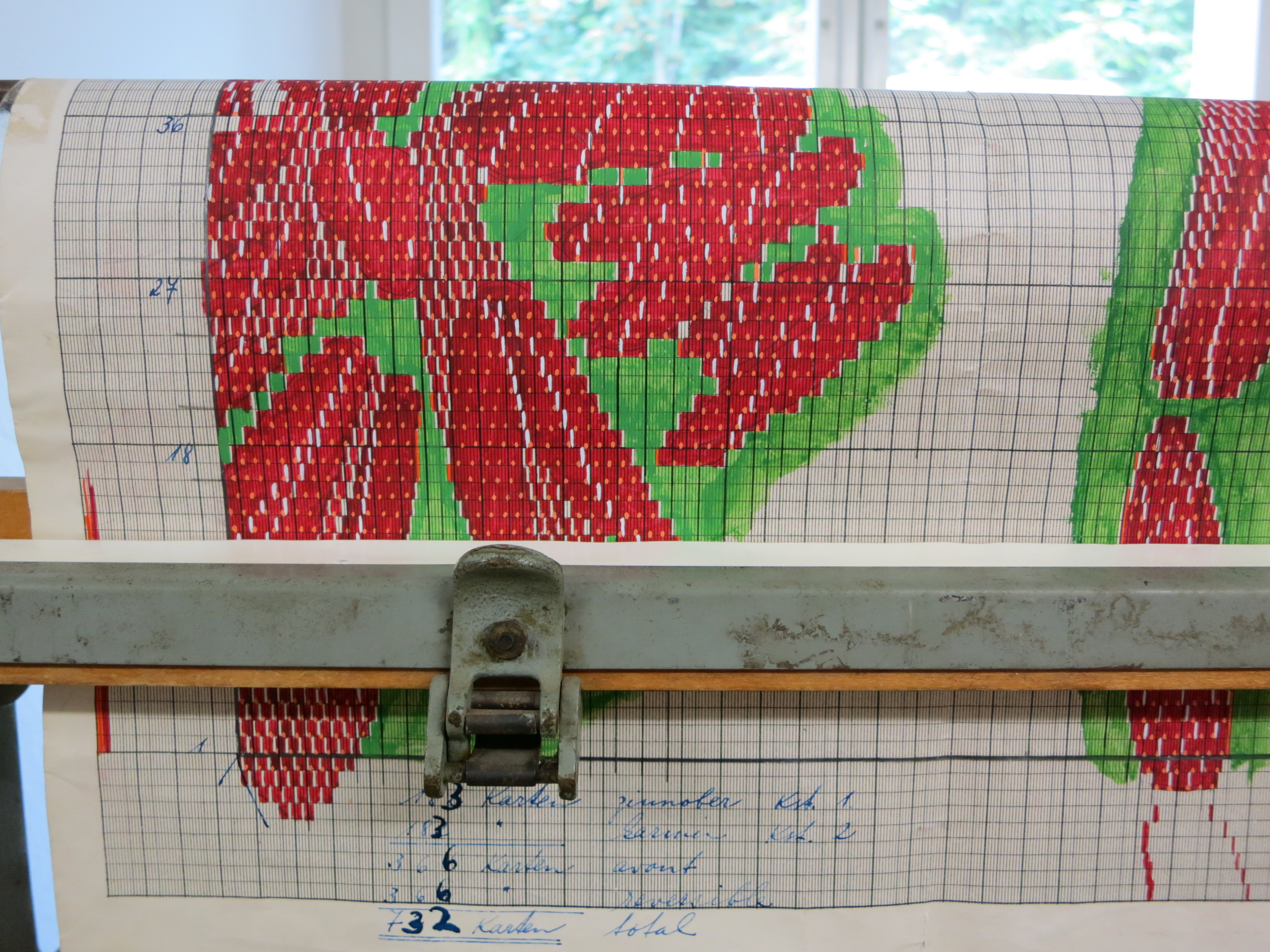
Patronenpapier mit Muster auf der Kartenschlagmaschine aufgespannt

Das zum Zeichnen von Textilmustern beim Weben verwendete Papier mit in der Regel quadratischen Kästchen wird als Patronenpapier (engl. design paper; point paper) bezeichnet. Die Abstände zwischen den Linien sind größer als beim Millimeterpapier, so dass der Textilmusterzeichner (Dessinateur) die Kästchen bequem ausfüllen, d. h. die Bindungs-Stellen, bei denen der Kett- über dem Schussfaden zu liegen hat, markieren und vom Weber erkannt werden kann.
Das fertige Muster heißt in der Textilfachsprache Musterpatrone oder Bindungspatrone (daher der Name Patronenpapier): Die Kettfäden verlaufen auf dem Papier wie im Webstuhl in Längs-, die Schussfäden in Querrichtung. Anhand der Musterpatrone wurden früher die Lochkarten oder -streifen zur Steuerung der Webmaschinen angefertigt (s. Jacquard-Webstuhl)
Neue Webmaschinen werden seit einigen Jahren mit elektronischen Schaftsteuerungen ausgeliefert, die Patronen werden direkt am Computer gezeichnet. Daher hat Patronenpapier heute stark an Bedeutung verloren. Es sind jedoch, vor allem in Entwicklungsländern, noch viele alte Maschinen vorhanden, deren Patronen nach wie vor von Hand gezeichnet werden.